# Rząd Jean-Claude’a Junckera i Jacques’a Poosa
Rząd Jean-Claude’a Junckera i Jacques’a Poosa – rząd Luksemburga pod kierownictwem premiera Jean-Claude’a Junckera i wicepremiera Jacques’a Poosa. Zastąpił trzeci rząd Jacques’a Santera i Jacques’a Poosa.
Gabinet został powołany 26 stycznia 1995, poprzedni premier Jacques Santer złożył rezygnację w związku z przejściem do pracy w Komisji Europejskiej. Rząd utworzyli dotychczasowi partnerzy koalicyjni: Chrześcijańsko-Społeczna Partia Ludowa (CSV) oraz Luksemburska Socjalistyczna Partia Robotnicza (LSAP). Gabinet funkcjonował do 7 sierpnia 1999. Po wyborach parlamentarnych w tymże roku zastąpił go rząd Jean-Claude’a Junckera i Lydie Polfer, który powołali chadecy i Partia Demokratyczna.

## Skład rządu
- Jean-Claude Juncker (CSV)
  - premier, minister stanu, minister finansów, minister pracy
- Jacques Poos (LSAP)
  - wicepremier, minister spraw zagranicznych, handlu zagranicznego i współpracy rozwojowej
- Fernand Boden (CSV)
  - minister rolnictwa, winogrodnictwa i rozwoju obszarów wiejskich, minister ds. klasy średniej, turystyki i mieszkalnictwa
- Marc Fischbach (CSV)
  - minister sprawiedliwości, minister budżetu, minister ds. relacji z parlamentem (do 30 stycznia 1998)
- Johny Lahure (LSAP)
  - minister zdrowia, minister środowiska (do 30 stycznia 1998)
- Robert Goebbels (LSAP)
  - minister gospodarki, minister robót publicznych, minister energii
- Alex Bodry (LSAP)
  - minister planowania przestrzennego, minister sił policyjnych, minister ds. młodzieży
  - minister ds. kultury fizycznej i sportu (do 30 stycznia 1998)
  - minister środowiska (od 30 stycznia 1998)
- Marie-Josée Jacobs (CSV)
  - minister ds. rodziny, minister ds. promocji kobiet, minister ds. niepełnosprawnych
- Mady Delvaux-Stehres (LSAP)
  - minister zabezpieczenia społecznego, minister transportu, minister komunikacji
- Erna Hennicot-Schoepges (CSV)
  - minister edukacji i szkoleń zawodowych, minister kultury, minister ds. wyznań
- Michel Wolter (CSV)
  - minister spraw wewnętrznych, minister służb publicznych i reformy administracyjnej
- Georges Wohlfart (LSAP)
  - sekretarz stanu (do 30 stycznia 1998)
  - minister zdrowia, minister ds. kultury fizycznej i sportu (od 30 stycznia 1998)
- Luc Frieden (CSV)
  - minister sprawiedliwości, minister budżetu, minister ds. relacji z parlamentem (do 30 stycznia 1998)
- Lydie Err (LSAP)
  - sekretarz stanu (od 30 stycznia 1998)